# 베니아미노 질리

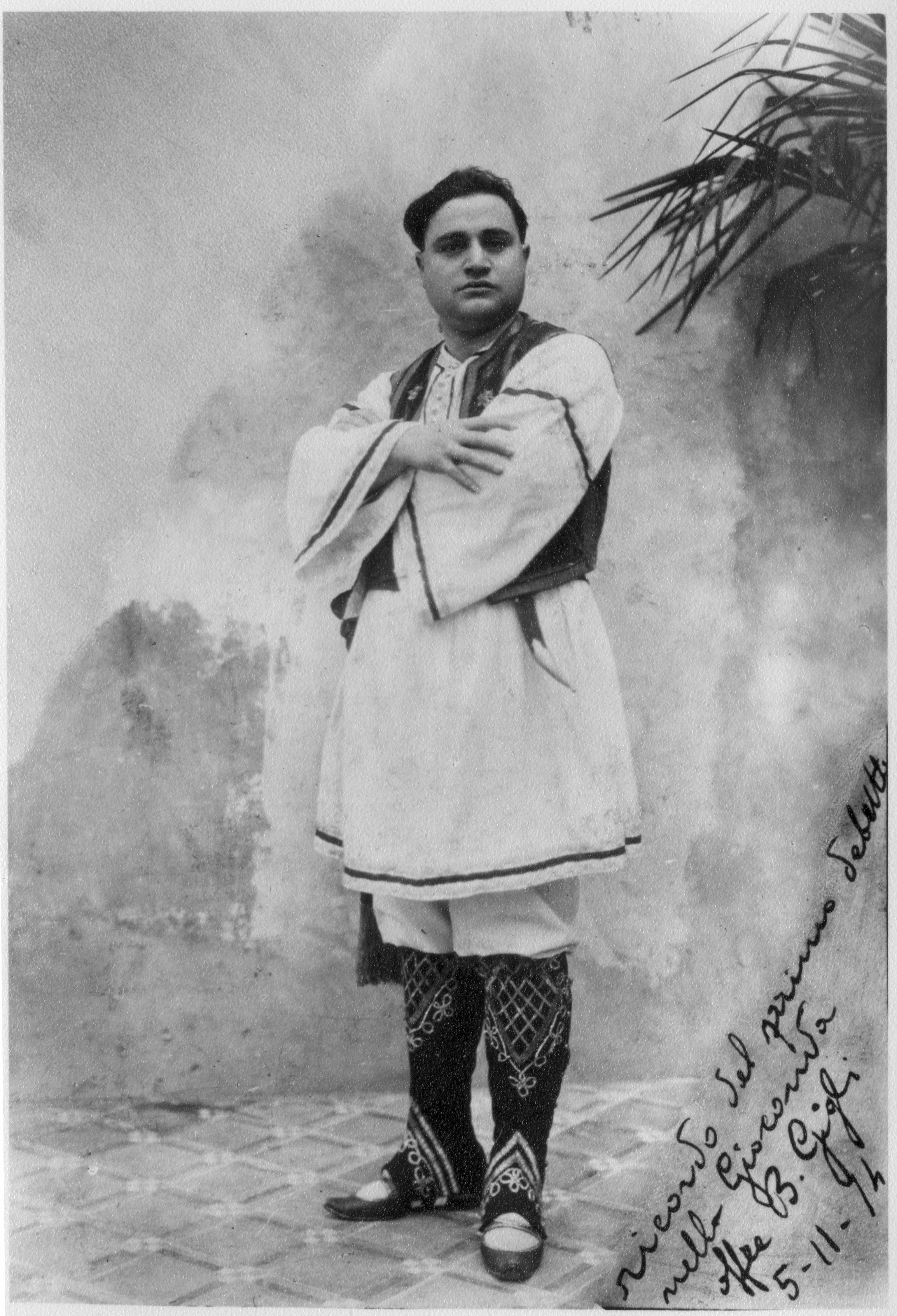
1914년의 베니아미노 질리.

베니아미노 질리(Beniamino Gigli, 1890년 3월 20일 ~ 1957년 11월 30일)는 이탈리아의 테너 성악가이자 뮤지컬 배우로, 세계 역대 최고의 오페라 테너 가운데 가운데 한 사람으로 여겨진다.

## 생애
1914년 파르마의 콩쿠르에서 우승하고, 토스카니니의 초청을 받아 스칼라 극장에 출연하였다. 1920년 메트로폴리탄 가극장에서 노래를 불렀으며 특히 푸치니·베르디의 곡을 잘 불렀다.
엔리코 카루소와 아울러 당대 이탈리아 양대 최고 테너 성악가라 일컬어진 그는 아름다운 음성으로 여러 오페라에 출연하여 명성을 얻었다.